# Peter Kember
Peter Kember, plus connu sous le nom de scène de Sonic Boom, est un musicien anglais, né le 19 novembre 1965. Il est  cofondateur du groupe Spacemen 3 avec Jason Pierce. Depuis la séparation de Spacemen 3, Sonic Boom mène deux groupes : Spectrum et Experimental Audio Research (EAR). 
Il est également producteur (MGMT, Panda Bear, White Noise Sound, Cheval Sombre...)

## Discographie

### Sonic Boom
- Spectrum (1990)
- What Came Before After [Compilation CD of early tracks] (1994)
- All Things Being Equal (2020)
- Reset (Panda Bear & Sonic Boom) (2022)

### Spectrum
- Soul Kiss (Glide Divine) (1992)
- Highs, Lows and Heavenly Blows (1994)
- Forever Alien (1997)
- What Came Before After [Compilation CD of early tracks] (1994)
- A Lake Of Teardrops [Spectrum & Silver Apples LP] (1999)
- Live Chronicles Vol. 1 (2001, released through SpaceAge Recordings)
- Live Chronicles Vol. 2 (2001, released through SpaceAge Recordings)
- Spectrum meets Cpt. Memphis - Indian Giver (April 2008)
- On the Wings of Mercury (Release Date T.B.C.)

### EPs de Spectrum
- Indian Summer [EP] (1993)
- A Pox On You [Spectrum and Jessamine EP] (1996)
- Songs For Owsley [EP] (1996)
- Interface/Come Out To Play [Spectrum & The Imajinary Friends EP] (1999)
- War Sucks [EP] (2009)

### E.A.R.
- Mesmerised (1994)
- Beyond the Pale (1996)
- Phenomena 256 (1996)
- The Köner Experiment (1997)
- Millennium Music (1998)
- Data Rape (1998)
- Living Sound [E.A.R. & Jessamine] (1999)
- Pestrepeller (1999) (Limited to 1900 copies)
- Vibrations (2000)
- Continuum (2001)
- Worn to a Shadow (2005)

### Compilations, EPs, singles
- How You Satisfy Me (1992)
- True Love Will Find You in the End (1992)
- Indian Summer (1993)
- California Lullabye (1994)
- Undo the Taboo (1994)
- Songs for Owsley (1996)
- Feels Like I'm Slipping Away (1997)
- What Came Before After (1997)
- A Lake of Teardrops (1999)
- Interface/Come Out to Play (1999)
- Refractions: Thru the Rhythms of Time 1989-1997 (2004)